# Pętla Arpa
Pętla Arpa – most z gwiazd w kształcie łuku znajdujący się w konstelacji Wielkiej Niedźwiedzicy w odległości około 12 milionów lat świetlnych.
Badania prowadzone w latach 60. XX wieku wykazały, że Pętla Arpa powstała z rozciągniętego ramienia spiralnego Messier 81 na skutek oddziaływania grawitacyjnego z pobliską galaktyką Messier 82. W ten sposób 200 milionów lat temu powstał ogon pływowy. Masa tej struktury sięga dziesiątek tysięcy mas Słońca. Jest więc znacznie bardziej masywna niż większość gromad otwartych, które możemy znaleźć wewnątrz galaktyk, ale stanowi ułamek masy gromad kulistych, które można znaleźć w galaktycznym halo. Ponieważ te osierocone gwiazdy nie należą do żadnej konkretnej galaktyki, wytworzone w jądrach gwiazd metale trafiają z powrotem w przestrzeń międzygalaktyczną.
Ten delikatny most gazu łączy trzy zderzające się galaktyki: Messier 81, Messier 82 i NGC 3077. Znajduje się w miejscu, w którym astronomowie nie spodziewają się znaleźć gromad gwiazd. Pętla Arpa zawierająca włókna gazu jest zbyt cienka, by zgromadzić wystarczająco dużo gazu, aby zbudować wystarczająco wiele gwiazd, które mogłyby utworzyć gwiezdny strumień. Jednocześnie obrazy uzyskane przez teleskop Hubble’a wykazały, że zawiera pięciokrotną równowartość materiału Wielkiej Mgławicy w Orionie.
Na podstawie tych samych zdjęć wykazano, że gwiazdy Pętli Arpa liczą mniej niż 200 milionów lat, przy czym niektóre z nich mają nawet mniej niż 10 milionów lat. Tak więc galaktyczna kolizja, która rozciągnęła pomiędzy galaktykami ogon pływowy, miała miejsce właśnie około 200 milionów lat temu. Rozproszone struktury Pętli Arpa zostały utworzone w trakcie pierwszego zdarzenia jak również kolejnych zawirowań oddziaływania grawitacyjnego pomiędzy galaktykami, które lokalnie zwiększyły gęstość strumienia gazu.
Nowsze badania wykazują, że niektóre fragmenty uważane wcześniej za części Pętli Arpa mogą w rzeczywistości należeć do naszej Galaktyki. Widziane w świetle widzialnym oraz w podczerwieni przenikającej wszechobecne w tym rejonie chmury pyłu zdają się należeć do jeszcze niezbadanego obłoku galaktycznego, znajdującego się kilkaset tysięcy lat świetlnych od płaszczyzny Drogi Mlecznej.
Obserwacje prowadzone w paśmie radiowym przez radioteleskopy Very Large Array w Socorro pozwoliły na stworzenie szczegółowej mapy tego międzygalaktycznego mostu oraz ujawniły miejsca występowania węzłów gęstszego gazu. Badania 3,5-metrowym teleskopem WIYN w obserwatorium Kitt Peak w Arizonie ujawniły optyczny blask światła wodoru wzdłuż całego mostu. Z kolei obserwacje teleskopem kosmicznym GALEX w zakresie promieniowania ultrafioletowego wykazały ultrafioletowy blask węzłów, dzięki któremu nadano im nazwę „niebieskich plamek”. Dopiero jednak obserwacje kamerą Advanced Camera for Surveys teleskopu Hubble’a pozwoliły odnaleźć punktowe źródła promieniowania ultrafioletowego.